# Delfi
Delfi — шаховий рушій, що використовує комунікаційні протоколи Winboard та UCI і написаний в Паскалі італійським шаховим програмістом Фабіо Кавікьо. Програма спроєктована, щоб наслідувати людський стиль гри і зараз має рейтинг 2627 на CEGT . Найостанніша випущена версія 5.1, який включає початковий код.
Delfi використовує не бітборди для представлення шахівниці, подібно до Crafty, а байтовий масив 16 x 16. Коли якісь ходи програма оцінює як рівні, то вона робить випадкові ходи.